# Bad Omens
Bad Omens é uma banda estadunidense de metalcore formada em 2015, composta atualmente por Noah Sebastian, Nicholas Ruffilo, Joakim "Jolly" Karlsson e Nick Folio. Formada em Richmond, Virgínia, atualmente residem em Los Angeles e estão na gravadora Sumerian Records. A banda possui três álbuns de estúdio, dos quais o último, The Death of Peace of Mind, ganhou o prêmio de melhor álbum do ano da Heavy Music Awards de 2023.

## Carreira

### Formação eBad Omens(2013–2018)
Em 2013, Noah Sebastian começou a escrever e produzir música de forma avulsa à banda que ele era guitarrista, e a deixou no início de 2014 para focar em seu novo projeto. Convidou seus amigos Nicholas Ruffilo e Vincent Riquier para o projeto, e Ruffilo indicou o guitarrista sueco Joakim "Jolly" Karlsson. Eles encontraram um baterista ao aprovar um cover de bateria de Nick Folio. O grupo gravou uma demo que despertou interesse da Sumerian Records, assinando com eles em 2015. De acordo com Sebastian, eles escolheram essa gravadora por recomendação de seu agente e simplesmente deram seu melhor para que fossem aceitos. Até pouco tempo depois da gravação do videoclipe de seu primeiro single, a banda ainda não possuía um nome estabilizado. Originalmente chamada Man Vs. Self, vagaram entre outros nomes por meses, até retirar Bad Omens do nome do single, que foi então renomeado para "Glass Houses". "Glass Houses" estreou nos canais da Sumerian em 18 de dezembro de 2015.
O segundo single, "Exit Wounds", foi lançado em fevereiro e os levou à sua primeira turnê, ao lado dos colegas de gravadora Erra e Born of Osiris. O terceiro single, "The Worst in Me", divulgado em junho, alcançou cerca de um milhão de streams em um mês. Finalizando os singles em promoção ao seu primeiro álbum, lançaram o videoclipe de "The Fountain" em 15 de julho. O álbum de estreia auto intitulado foi lançado em 19 de agosto de 2016, contendo canções da sua demo, e produzido por Will Putney. No mês seguinte, Bad Omens participou da turnê de décimo aniversário da Sumerian Records, Ten Years in the Black Tour, encabeçada por Asking Alexandria e tendo bandas de apoio como Veil of Maya (em certos shows), After the Burial, Upon a Burning Body, I See Stars e Born of Osiris.
A popularidade do Bad Omens em crescimento lhes rendeu uma vaga na Warped Tour em 2017, o que lhes apresentou tanto para fãs de pop punk quanto para fãs de metal. No mesmo ano, Noah Sebastian trabalhou com o grupo americano de deathcore Winds of Plague em seu quinto álbum de estúdio Blood of My Enemy. Depois, em 2018, apoiaram Parkway Drive em sua turnê Reverence  junto com Stick to Your Guns. Nessa época,  Vincent Riquier deixou a banda.

### Finding God Before God Finds Me(2019–2021)
Em 30 de junho de 2019, Bad Omens tocou no Full Force Festival na Alemanha. Em julho, lançaram a canção "Said & Done" em promoção ao seu álbum seguinte, Finding God Before God Finds Me, e embarcaram em uma turnê da banda Born of Osiris com Spite e Kingdom of Giants. Finding God Before God Finds Me foi lançado em 2 de agosto e recebido com críticas positivas.
Bad Omens abriria o show das bandas The Amity Affliction e Senses Fail na turnê "Misery Will Find You", de 2019. No entanto, eles se retiraram no dia em que a turnê foi anunciada. Senses Fail declarou que o motivo da desistência deles seria porque seu logo estava pequeno demais no cartaz promocional. Rapidamente, Bad Omens esclareceu que eles saíram porque acordos no contrato não foram cumpridos, e as duas bandas estavam agora praticando "bullying" por sua falha em compactuar. Simultaneamente, o Bad Omens lançou uma camiseta com seu logotipo em fonte pequena para parodiar a situação.
Em 16 de dezembro, o grupo lançou a canção "Never Know" e anunciou a edição deluxe de seu último álbum, que incluiria duas novas faixas: "Limits" e um cover de "Come Undone" de Duran Duran. Em 16 de janeiro do ano seguinte, a banda lançou o videoclipe da faixa "Limits". Um dia depois, lançaram de seu cover de "Come Undone".
Bad Omens iniciou sua primeira turnê completa como ato principal em fevereiro de 2020 nos EUA, com o apoio dos grupos Oh, Sleeper, Thousand Below e Bloodline. A partir de 13 de março, o restante da turnê foi adiado indefinidamente devido à pandemia de COVID-19. Durante a pandemia, eles gravaram seis faixas de seu último álbum em versão acústica, lançadas no EP FGBGFM Unplugged.

### The Death of Peace of Mind(2022–presente)
Em 10 de novembro de 2021, Bad Omens lançou a canção "The Death of Peace of Mind" e anunciou que seu terceiro álbum de estúdio, com o mesmo nome, seria lançado em 25 de fevereiro de 2022. Em 19 de janeiro de 2022, a banda lançou o single principal do álbum, "Like a Villain", e seu videoclipe em 2 de fevereiro. Um videoclipe para a faixa "Just Pretend" foi lançado em 8 de junho de 2022. The Death of Peace of Mind foi um sucesso comercial, sendo certificado disco de ouro pela RIAA assim como o single de mesmo nome e "Like a Villain". Já "Just Pretend", que se tornou um hit viral, foi certificado platina.
No mesmo ano, após preencher o lugar de Every Time I Die na turnê do Underoath chamada Voyeurist Tour, Bad Omens embarcou em turnê com A Day to Remember, The Ghost Inside e Beartooth. Em 23 de agosto a banda anunciou que seria a atração principal de uma turnê norte-americana com Dayseeker, Make Them Suffer e Thousand Below. Fizeram uma turnê pela Europa no início de 2023 que teve uma curta temporada de apoio de Erra e Invent Animate. Em abril, Bad Omens anunciou uma turnê norte americana acompanhada por I See Stars e, mais uma vez, Erra. Em outubro, o grupo teve de cancelar alguns shows da turnê devido a uma infecção que Noah enfrentava. Em junho, foi anunciado que Bad Omens tocaria com o Bring Me the Horizon em sua turnê de janeiro de 2024. Ronnie Radke (Falling in Reverse) citou as duas bandas como comandantes do rock da nova geração.
Em 24 de janeiro de 2024 a banda lançou o single "V.A.N" com a participação da cantora Poppy, que executou todos os vocais. Em abril, lançaram o single "The Drain" em colaboração com as bandas Health e Swarm. Ambos foram incluídos na coletânea Concrete Jungle (The OST), lançada em 31 de maio, contendo remixes e versões ao vivo de faixas do The Death of Peace of Mind. Naquele mesmo mês, Bad Omens cancelou suas apresentações restantes na Europa em prioridade a saúde de Noah, que declarou estar experienciando um "burnout extremo". Em sua primeira visita ao Brasil, Bad Omens tocou no Knotfest em 20 de outubro. Poppy, que também havia se apresentado mais cedo, participou na execução ao vivo de "V.A.N". Em janeiro de 2025 farão cinco shows na Austrália com o suporte de Poppy e House Of Protection.

## Estilo musical e temas

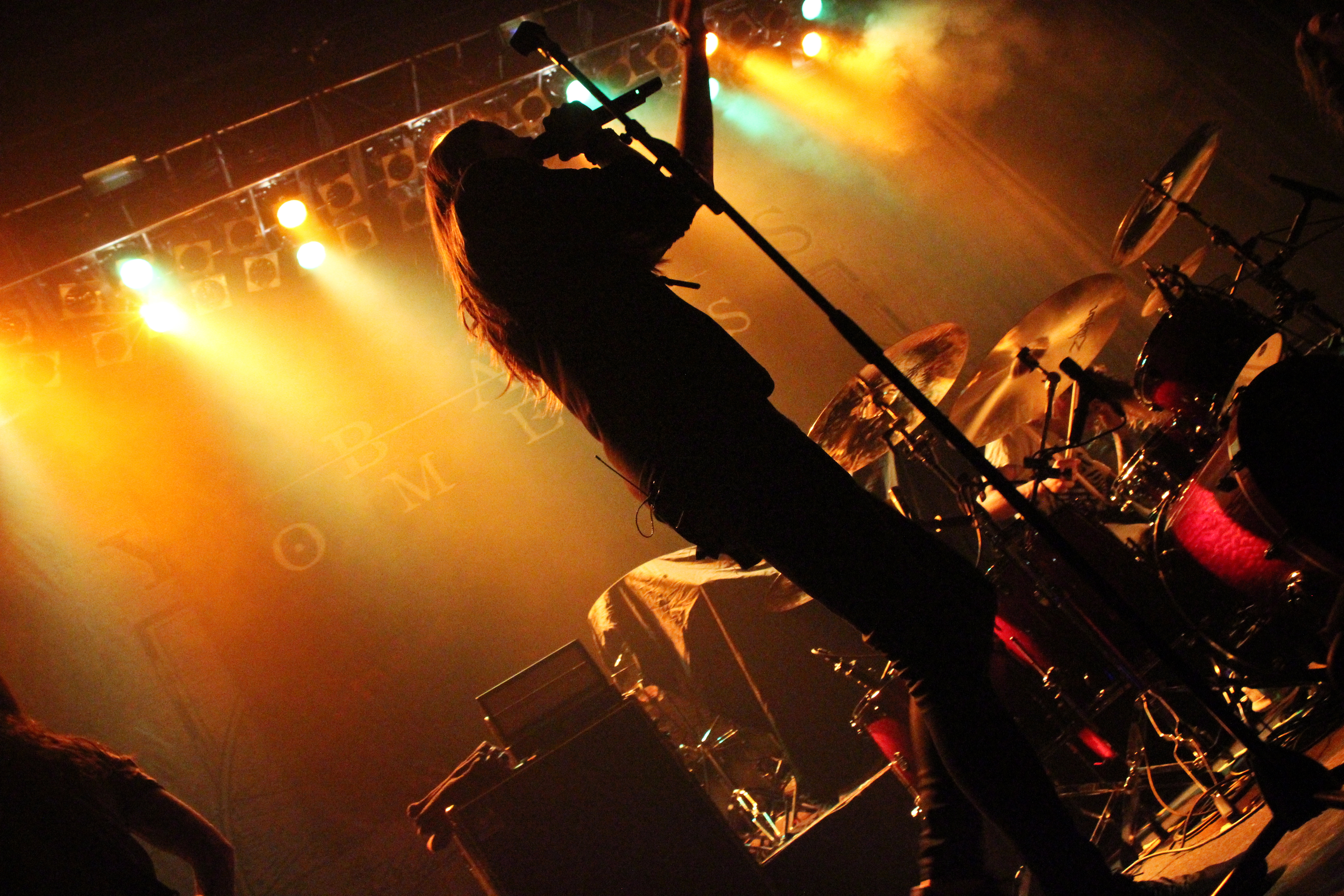
Bad Omens em 2018, tocando na cidade de Norfolk, Virgínia.

Bad Omens é associada aos gêneros metalcore, metal alternativo, metalcore melódico, nu metal, e metal industrial. De acordo com o AllMusic, "[a música deles contém] breakdowns punitivos e refrões de hino que evocam contemporâneos como Bring Me the Horizon e Periphery."
O conteúdo lírico na época de estreia gira principalmente em torno de desespero, problemas de saúde mental e vício. Mais tarde, Noah particularmente descreveu essa época como "anticristo, niilista e simplesmente edgy". Em Finding God Before God Finds Me, a banda veio a abordar temas da religião cristã, o que levou alguns a acreditarem que haviam se tornado uma banda cristã. O vocalista contou que achou interessante os questionamentos formados sobre o conteúdo, e que "foi uma reviravolta interessante porque muitas bandas são super anti-religiosas".
A banda foi comparada ao estilo metalcore do início dos anos 2010 do Bring Me the Horizon inúmeras vezes, principalmente comparações entre os álbuns Bad Omens (2016) e Sempiternal (2013). O grupo abordou esses comentários como "lisonjeiros, porém frustrantes". Sebastian explicou que, de fato a banda e o estilo vocal de Oliver Sykes foram grandes inspirações, porém, sua intenção era soar único. Ele completa que "a maneira que eles abordam a música e a criatividade" é o que mais o inspira. O vocalista cita Linkin Park, Slipknot, Disturbed, Depeche Mode, the Weeknd, Fall Out Boy, Thirty Seconds to Mars e the Neighbourhood e seus respectivos vocalistas como outras influências.

## Membros
- Noah Sebastian – vocais principais, programação (2015–presente)
- Nicholas Ruffilo – baixo (2018–presente); vocais de apoio (2015–presente); guitarra rítmica, programação (2015–2018); guitarra solo (2015)
- Joakim Karlsson –  guitarra solo, programação, vocais de apoio (2015–presente); guitarra rítmica (2018–presente)
- Nick Folio – bateria, percussão (2015–presente)

Ex membros
- Vincent Riquier – baixo, vocais de apoio (2015–2018)

## Discografia
Álbuns de estúdio
- Bad Omens (2016)
- Finding God Before God Finds Me (2019)
- The Death of Peace of Mind (2022)

## Prêmios
| Ano  | Prêmio                 | Categoria                   | Trabalho                   | Resultado | Ref.   |
| ---- | ---------------------- | --------------------------- | -------------------------- | --------- | ------ |
| 2023 | Heavy Music Awards     | Melhor Álbum                | The Death of Peace of Mind | Venceu    | [ 65 ] |
| 2024 | Billboard Music Awards | Melhor Artista de Hard Rock | Bad Omens                  | Indicado  | [ 66 ] |